# Ĉ
A Ĉ, ĉ (C circumflex) az eszperantó nyelvben a [tʃ] mássalhangzó leírására szolgáló betű, a negyedik az ábécében. Előtte a c, utána a d áll. (Közelítő magyar kiejtése cs.)

## Bevitele a számítógépen

### Billentyűkombinációkkal
| Billentyűzetkiosztás | kisbetű        | nagybetű         |
| -------------------- | -------------- | ---------------- |
| Windows billentyűzet | AltGr+3; C     | AltGr+3; Shift+C |
| Apple billentyűzet   | nem lehetséges | nem lehetséges   |

### Karakterkódolással
| Karakterkészlet | Kisbetű (ĉ) | Nagybetű (Ĉ) |
| --------------- | ----------- | ------------ |
| EBCDIC          | 265         | 264          |
| Bináris EBCDIC  | 100001001   | 100001000    |
| Unicode         | U+0109      | U+0108       |

### Angolul
- EBCDIC-kódok
- Kis- és nagybetűs Unicode-kódok
- Eszperantó kiejtés és írás